# Hellraiser (novela)
Hellraiser (título original: The Hellbound Heart) es una novela de terror escrita por Clive Barker y publicada originalmente como novela breve en 1986.
En 1987 fue llevada al cine en el film Hellraiser, escrito y dirigido por el propio Barker, y pronto se convirtió en una saga filmográfica, actualmente compuesta por diez partes y un plan de remake actualmente aparcado. En 1988 fue publicada por primera vez como novela, y en 1991 fue traducida al español.
La novela hace referencias a temas como el sadomasoquismo (al unirse el placer con el dolor), el amor y la desesperación, el deseo, la muerte y la sangre, trazando metáforas sobre esos temas. Es una de las novelas más reconocidas de Barker junto a Candyman (1990, también llevada al cine en un film homónimo).

## Argumento
Frank Cotton es un hombre vicioso e inmoral que tras abusar de todos los vicios conocidos ha perdido interés en todo lo que le rodea. Creyendo que en el mundo no queda por probar ninguna experiencia que lo estimule adquiere en Düsseldorf un antiguo artefacto llamado La Caja de Lemarchand de un hombre llamado Kirchner. Frank desea resolver el rompecabezas para contactar a unas criaturas llamadas Cenobitas, las cuales han de concederle llevarle a los más altos límites del placer. Se encierra en el desván de la casa en la que vivió de niño, decidido a lograrlo, tras preparar un grotesco y elaborado altar a los Teólogos de la Orden de la Incisión. Después de largos intentos logra resolver la caja y se presentan cuatro de los cinco Cenobitas. Frank interroga con descaro al que el considera más débil debido a su terrible estado físico (heridas abiertas, mutilaciones, cadenas y garfios estéticos que cruzan hueso y piel) y este le contesta que el quinto, El Ingeniero, sólo vendrá si la situación lo requiere. 
Los Cenobitas le preguntan qué es lo que desea, y este responde simplemente que placer. Ellos le confirman que poseen la capacidad de satisfacer su deseo con creces, pero que una vez acepte no habrá vuelta atrás. En ese instante miles de olores y de sensaciones penetran en su cuerpo, y todos sus sentidos se agudizan de forma tan intensa y abrumadora que se vuelven un suplicio que lo deja al borde de la locura. Todo este proceso lo altera tanto que mientras está momentáneamente cegado eyacula incómoda y desapasionadamente en el suelo. Recuerdos magnificados amenazan con hacerle perder la cabeza. Después de ese desmesurado caos provocado en el organismo de Frank, le arrebatan todos los sentidos del tal manera que se cuestiona incluso su existencia. Tras volver en si, una de las cenobitas se presenta frente a él y le dice: "'Ya podemos empezar".
Al cabo de un tiempo Rory Cotton, el hermano de Frank, se muda con Julia, su reciente esposa, a la misma casa; los ayuda en la mudanza Kirsty, la mejor amiga de Rory. Durante la mudanza, Julia se sentía incómoda debido a esta, ya que la relación con Kirsty era muy tensa. Mientras Kirsty estaba desembalando junto con Rory, Julia estaba muy pensativa en el desván sopesando si quería verdaderamente a Rory, ya que tuvo un intenso amorío con su cuñado Frank; este amorío fue muy breve y solo de índole sexual tras lo cual no supo nada más sobre él. Mientras tanto Rory sufre un corte con una herramienta y sube las escaleras hasta donde estaba Julia; allí la herida de su mano salpica el suelo en el mismo lugar donde su hermano falleciera, por lo que Julia lo venda y ya que Rory sufría una grave fobia a la sangre lo lleva al hospital sin percatarse que la sangre que había caído en el suelo del desván había desaparecido completamente. 
Tras unos días, Rory invita a unos amigos a una reunión íntima como inauguración de la casa; hacia la mitad de la fiesta, Julia finge estar cansada para subir al desván y recordar sus momentos con Frank. Allí escucha un ruido extravagante y desconocido, mientras observa la pared del desván abrirse hacia el plano de los cenobitas y manifestarse a Frank fugazmente convertido en un trozo de un cadáver descompuesto pero suficientemente vivo para decirle a Julia quién es y que necesita más sangre para regresar de forma definitiva. Julia comprende que el deseo que siente por su cuñado es tan intenso que está dispuesta a ayudarlo.
En el plano de los cenobitas, el espíritu de Frank existía como un prisionero en una suerte de eterno tormento que, ahora comprende, fue un precio demasiado alto por su caprichoso deseo ya que en su ignorancia no comprendía que los cenobitas eran seres diferentes a los humanos y como tal su idea del placer no era análoga a la definición humana; por lo que había pasado un año encerrado en otro plano sufriendo todo tipo de tormentos imposibles; sin embargo desde allí una serie de factores únicos junto a su poderosa voluntad le permitieron crear una conexión con el desván en este mundo gracias al semen que derramó en el piso antes de morir y cuando Rory derramó sangre en el mismo lugar se fortaleció el nexo permitiéndole huir hasta este mundo temporalmente y entregar su mensaje a Julia.
Decidida a alejarse de lo que considera una vida y una relación monótona, Julia se dedica a seducir a hombres para llevarlos al desván, asesinarlos y que Frank absorba su sangre. Rory sospecha del comportamiento de Julia y le pide a Kirsty que hable con ella para descubrir lo que está sucediendo, cosa que ella acepta ya que siempre ha amado en secreto a su amigo, además, tiene fuertes sospechas que Julia está cometiendo adulterio. Un día, mientras Kirsty vigila a Julia, oye gritar a una de sus víctimas mientras era asesinada por lo que entra a la casa y ve a Frank como un cadáver reanimado alimentándose de la víctima, por lo que huye y en el alboroto se lleva la caja Lemarchand; en estado de shock colapsa en la calle y despierta internada en el hospital sin saber que sucedió, encontrando la caja entre sus pertenencias.
Esa noche en el hospital Kirsty se deja llevar por la curiosidad y manipula la caja, gracias a que había manchas de sangre que delataban las uniones logra resolverla tras algunas horas, haciendo que uno de los cenobitas se presente para explicarle que aunque ella desconociera la naturaleza de la caja, las reglas exigían que debía ser llevada con él por haberla resuelto. Kirsty sin embargo, le revela que Frank ha escapado a este plano y logra hacer un pacto con él: entregar a Frank o pruebas de su fuga a cambio de su salvación, si éste regresaba vivo ellos no la matarían; por ello decide ir nuevamente a la casa Cotton con el cenobita siempre a su lado de forma invisible. En paralelo Julia dice a Rory haber decidido confesar todo sobre su comportamiento extraño de los últimos días y lo lleva al desván para mostrarle la verdad.
Al llegar Kirsty se encuentra con Julia y Rory quien le explica que tras descubrir a Frank lo había asesinado. Ya que el trato era comprobar el escape de Frank y devolverlo vivo a sus captores, la criatura que la acompaña comienza a torturarla en silencio y se prepara para llevarla. Sin embargo la actitud y costumbres de Rory son lo suficientemente extrañas para que Kirsty desconfíe y ate cabos comprendiendo que Julia engañó a su esposo y los restos en el desván en realidad pertenecen a Rory, mientras que quien esta frente a ella es Frank usado la piel de su hermano.
Kirsty comienza a huir por la casa intentado evitar que Frank la asesine, también comprende que el cenobita no actuará hasta tener una confesión, por lo que rasga la piel del rostro de Frank, que al intentar apuñalarla falla y con su cuchillo accidentalmente atraviesa a Julia. Aun huyendo lo incita a que diga su nombre y este cae en la trampa reconociendo ser Frank, al momento se manifiestan los cenobitas quienes ordenan a Kirsty largarse mientras se dedican a destrozar en vida a Frank usando cadenas y ganchos a la vez que su presencia comienza a hacer tambalear todo el edificio.
Mientras intenta llegar a la puerta, Kirsty cree ver a Julia aún viva e intentando moverse, pero descubre que El Ingeniero esta emergiendo desde el cadáver y tras chocar con ella se reúne con el resto de su gente. La mujer escapa de la casa y en la calle descubre que el Ingeniero le ha dado la caja de Lemarchand, previamente haberle dado mantenimiento y limpiado las manchas de sangre que delataban sus uniones, aparentemente encargándole ser su guardiana. Tras revisarla se sorprende al ver fugazmente las caras de Julia y Frank reflejadas en la superficie pero también se da cuenta de que el reflejo de Rory no está ahí, por lo que se pregunta si existe un acertijo que algún día la pueda llevar al lugar donde él ahora descansa.

## Personajes

### Principales
- Kirsty: Mejor amiga de Rory y protagonista de la novela. Tiene una tensa relación con Julia, que se va haciendo cada vez más distante. Es una mujer muy joven y Frank la describe como poco llamativa pero solo porque su actitud disimula sus reales atractivos. Presenció la muerte de la tercera víctima a manos de Frank, y huyó con la Caja.

- Rory Cotton: Amigo de Kirsty y su secreto amor, marido de Julia, hermano menor de Frank. Su sangre derramada accidentalmente permite que Frank regrese a este mundo; su hermano acaba asesinándolo para robarle la piel.

- Julia Cotton: Esposa de Rory, joven y hermosa, mantuvo una fugaz pero intensa aventura con Frank, lo que trastocó sus sentimientos y le hizo perder el aprecio por Rory, al que en comparación con su hermano ve como un hombre insípido. Se hace bastante perversa a lo largo de la historia. Atrae con engaños a tres hombres para que Frank consuma sus cuerpos y recupere el suyo propio.

- Frank Cotton: Hermano de Rory, mantuvo un romance con Julia. Antagonista principal de la novela. Tiene un carácter ambicioso y violento. Adquiere el cubo en busca de sensaciones y placeres nuevos, ya que tantos años de actitud hedonista y viciosa han hecho que los placeres del mundo pierdan brillo ante sus ojos; fue desgarrado y mutilado mediante cadenas, garfios, ganchos y ganzúas por los cenobitas al resolver el acertijo de La Configuración del Lamento, y llevado al plano en que ellos existen. Pero consiguió escapar y volver a este mundo al convencer a Julia que asesinara personas y usarlas para restaurar su forma física.

### Secundarios
- Doctor: es quien le entrega la Caja de Lemarchand a Kirsty en el hospital.
- 1ª víctima: un hombre que se acerca a Julia en un bar, de cuerpo pálido y cerúleo, como el de un hongo, pecho ancho, así como su vientre.
- 2ª víctima: Patrick. Un vendedor, grande y corpulento, de corbata blanca.
- 3ª víctima: Stanley Sykes. Maduro, fornido, algo calvo. Con remordimientos por engañar a su esposa, ataca a Julia pero Frank lo mata. Kirsty lo ve y escapa.
- Kircher: le vende la Caja de Lemarchand a Frank a cambio de algunos favores, y le indica el modo correcto de invocar a los cenobitas.

### Cenobitas
En la novela aparecen cuatro cenobitas. Se los describe con «cicatrices que les cubrían cada centímetro del cuerpo; [...] la carne cosméticamente perforada, rebanada e infibulada, y luego empolvada con ceniza», con un olor a vainilla que disimulaba algo el hedor que los cubre. Brillan con una fosforescencia azulada, pero son invisibles para quien no los haya invocado.
- Primer cenobita: Es quien primero le habla a Frank. No se conoce su sexo: «Sus ropas, algunas de las cuales estaban cosidas a la piel, atravesándola, escondían sus partes íntimas» y su voz o sus rasgos desfigurados no dan pistas. Tiene anzuelos en el rabillo de los ojos, unidos -por intrincadas cadenas que atravesaban carne y hueso- a otros anzuelos en su labio inferior.

También es quien se le aparece a Kirsty en el hospital cuando ella casualmente resuelve la Caja de Lemarchand y acepta el trato de dejarla libre (o "no desgarrarle el alma") si le entrega a Frank en su lugar.
- Segundo cenobita: Tiene una voz ligera y jadeante. «Cada centímetro de su cabeza estaba tatuado, formando una intrincada red; en cada una de las intersecciones de los ejes verticales y horizontales tenía un alfiler enjoyado, clavado en el hueso. Su lengua estaba decorada de manera similar».

- Tercer cenobita: Toda su cara esta tan llena de cicatrices hinchadas como globos que sus ojos no se ven, y sus palabras salen deformadas de tan desfigurada que tiene la boca.

- Mujer cenobita o cuarto cenobita: Cuando se quita la capucha y la ropa, muestra un cuerpo de mujer, de piel gris pero fulgurante, labios ensangrentados, pubis elaboradamente escarificado. Es quien saluda a Frank después de mostrarle las sensaciones que obtendrá de ellos.

- El Ingeniero: Su cabeza es un cono refulgente de luz blanca. Es quien construye los dispositivos de tortura que los cenobitas usan en el infierno, y es posible que sea el creador de todo lo presente en el plano donde existen los cenobitas. Se da a entender que es el líder del grupo, y solo se presenta en ocasiones especiales.

## Trasfondo
Barker trabajó como prostituto en los años 70 y sus experiencias lo motivaron a relatar una historia sobre "el bien y el mal donde la sexualidad era el tejido conectivo". La apariencia de los cenobitas se inspira en los clubes sadomasoquistas, como el club clandestino llamado Cellblock 28 de Nueva York, donde la gente se perforaba por diversión. Cuando dirigió y escribió la adaptación cinematográfica, Barker consideró nombrar la película Sadomasochists From Hell.

## Trilogía literaria
La novela posee dos secuelas, The Scarlet Gospels escrita por Clive Barker y publicada en 2015, y Hellraiser: The Toll publicada en 2018, escrita por Mark Alan Miller y Clive Barker. Ambas historias ocurren treinta años después de los sucesos de la primera entrega.
The Scarlet Gospels afirman que los cenobitas viven en la misma realidad que Harry D'Amour, detective de lo sobrenatural y personaje recurrente en las historias de Barker. La misma novela muestra al Cenobita Pinhead, identificándolo como "El Sacerdote del Infierno" o "El Hombre Frío". En el libro se muestran los intentos del Sacerdote del Infierno y sus esfuerzos por ganar poder; mientras el detective ocultista Harry D'Amour debe viajar al infierno para detener sus planes y rescatar a un amigo. El libro fue el primero donde Barker le dio oficialmente un nombre al Sacerdote del Infierno, ya que nunca le ha agradado el apodo Pinhead, que fue dado por terceros al personaje durante la adaptación cinematográfica.
Hellraiser: The Toll, por su parte, sirve como secuela de Hellraiser y precuela a The Scarlet Gospels y se centra en el regreso de Kirsty, quien desde la muerte de Rory ha pasado décadas intentando permanecer a salvo, cambiando constantemente de identidad y huyendo por todo el mundo hasta que recibe una misteriosa carta que la motiva a realizar un viaje donde nuevamente se encuentra cara a cara con el Sacerdote del Infierno, quien está implementando los primeros pasos del plan mostrado en The Scarlet Gospels.

## Adaptaciones
En 1987 se estrenó una adaptación cinematográfica, escrita y dirigida por Barker, que posteriormente generó nueve secuelas, una nueva versión y una franquicia multimedia. En la película, Rory pasa a llamarse Larry Cotton. Kirsty se llama Kirsty Cotton y es la hija de Larry de un matrimonio anterior en lugar de una amiga y compañera de trabajo que está enamorada románticamente de él. La configuración de Lemarchand también se conoce en la serie de películas como la "Configuración del lamento".
- Hellraiser (1987), película dirigida por Clive Barker
- Hellbound: Hellraiser II (1988), película dirigida por Tony Randel, basada en personajes
- Hellraiser III: Hell on Earth (1992), película dirigida por Anthony Hickox, basada en personajes
- Hellraiser: Bloodline (1996), película dirigida por Kevin Yagher y Joe Chapelle, basada en personajes
- Hellraiser: Inferno (2000), película dirigida por Scott Derrickson, basada en personajes
- Hellraiser VI: Hellseeker (2002), película dirigida por Rick Bota, basada en personajes
- Hellraiser: Deader (2005), película dirigida por Rick Bota, basada en personajes
- Hellraiser: Hellworld (2005), película dirigida por Rick Bota, basada en personajes
- Hellraiser: Prophecy (2006), fan film dirigido por Jonathan S. Kui, basada en personajes
- Hellraiser: Deader - Winter's Lament (2009), fan film dirigido por Jonathan S. Kui, basada en personajes
- Hellraiser: Revelations (2011), película dirigida por Víctor García, basada en personajes
- Hellraiser: Judgment (2018), película dirigida por Gary J. Tunnicliffe, basada en personajes
- Chatterer: A Hellraiser Fan Film (2020), fan film dirigido por Nicholas Michael Jacobs, basada en personajes
- Hellraiser (2022), película dirigida por David Bruckner

## Premios y nominaciones
- The Hellbound Heart fue finalista en 1987, en la categoría «Novela Corta» del Premio Mundial de Fantasía.[9]